# Babikowo (obwód wołogodzki)
Babikowo (ros. Бабиково) – wieś w Rosji, w rejonie wołogodzkim obwodu wołogodzkiego. W 2010 r. liczyła 21 mieszkańców.